# Туркуен
Туркуе́н (фр. Tourcoing) — місто та муніципалітет у Франції, у регіоні О-де-Франс, департамент Нор. Населення — 99 011 осіб (01.01.2021).
Муніципалітет розташований на відстані близько 220 км на північ від Парижа, 11 км на північ від Лілля.

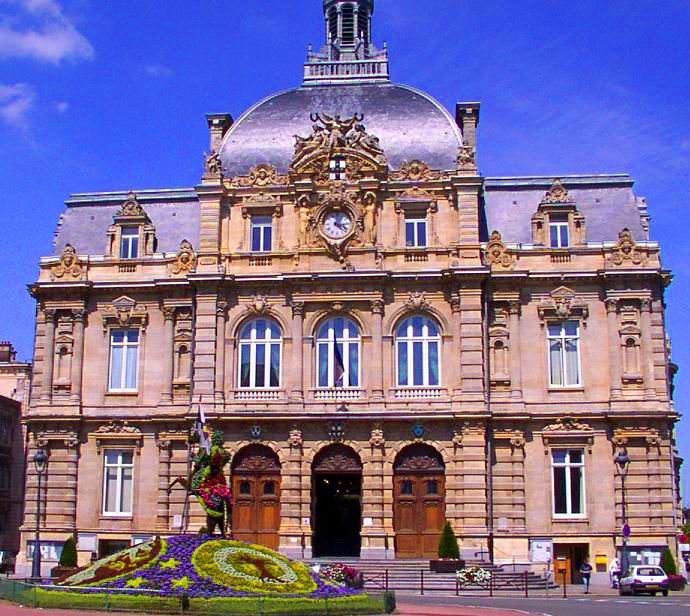

## Демографія
Динаміка населення ( ):
Розподіл населення за віком та статтю (2006):
| Стать | Всього | До 15 років | 15-24 | 25-44  | 45-64 | 65-85 | Понад 85 |
| --- | ------ | ----------- | ----- | ------ | ----- | ----- | -------- |
| Чоловіки | 43 946 | 10 975      | 7108  | 12 651 | 8933  | 3941  | 338      |
| Жінки | 48 418 | 10 481      | 7155  | 13 433 | 9909  | 6513  | 927      |
| \| Статево-вікова піраміда \| Статево-вікова піраміда \| Статево-вікова піраміда \| \| ----------------------- \| ----------------------- \| ----------------------- \| \| Чоловіки \| Вік \| Жінки \| \| 338 \| 85 + \| 927 \| \| 611 \| 80-84 \| 1341 \| \| 1043 \| 75-79 \| 1830 \| \| 1132 \| 70-74 \| 1739 \| \| 1155 \| 65-69 \| 1603 \| \| 1530 \| 60-64 \| 1658 \| \| 2303 \| 55-59 \| 2590 \| \| 2546 \| 50-54 \| 2804 \| \| 2554 \| 45-49 \| 2857 \| \| 2975 \| 40-44 \| 3156 \| \| 3021 \| 35-39 \| 3370 \| \| 3334 \| 30-34 \| 3546 \| \| 3321 \| 25-29 \| 3361 \| \| 3324 \| 20-24 \| 3479 \| \| 3784 \| 15-20 \| 3676 \| \| 3498 \| 10-14 \| 3443 \| \| 3574 \| 5-9 \| 3376 \| \| 3903 \| 0-4 \| 3662 \| |        |             |       |        |       |       |          |
| Статево-вікова піраміда |        |             |       |        |       |       |          |
| Чоловіки | Вік    | Жінки       |       |        |       |       |          |
| 338 | 85 +   | 927         |       |        |       |       |          |
| 611 | 80-84  | 1341        |       |        |       |       |          |
| 1043 | 75-79  | 1830        |       |        |       |       |          |
| 1132 | 70-74  | 1739        |       |        |       |       |          |
| 1155 | 65-69  | 1603        |       |        |       |       |          |
| 1530 | 60-64  | 1658        |       |        |       |       |          |
| 2303 | 55-59  | 2590        |       |        |       |       |          |
| 2546 | 50-54  | 2804        |       |        |       |       |          |
| 2554 | 45-49  | 2857        |       |        |       |       |          |
| 2975 | 40-44  | 3156        |       |        |       |       |          |
| 3021 | 35-39  | 3370        |       |        |       |       |          |
| 3334 | 30-34  | 3546        |       |        |       |       |          |
| 3321 | 25-29  | 3361        |       |        |       |       |          |
| 3324 | 20-24  | 3479        |       |        |       |       |          |
| 3784 | 15-20  | 3676        |       |        |       |       |          |
| 3498 | 10-14  | 3443        |       |        |       |       |          |
| 3574 | 5-9    | 3376        |       |        |       |       |          |
| 3903 | 0-4    | 3662        |       |        |       |       |          |

## Економіка
2010 року серед 59 138 осіб працездатного віку (15—64 років) 41 612 були активними, 17 526 — неактивними (показник активності 70,4%, у 1999 році було 68,0%). З 41 612 активних мешканців працювало 33 176 осіб (17 384 чоловіки та 15 792 жінки), безробітними було 8436 (4581 чоловік та 3855 жінок). Серед 17 526 неактивних 6535 осіб було учнями чи студентами, 4066 — пенсіонерами, 6925 були неактивними з інших причин.

У 2010 році в муніципалітеті числилось 36153 оподатковані домогосподарства, у яких проживали 93078,5 особи, медіана доходів виносила 14 074 євро на одного особоспоживача

## Транспорт
Через місто проходить червона лінія метрополітену Лілля, який обслуговує усю агломерацію. Також в Туркуен з 1909 року існує трамвайна лінія, що пов'язує місто з Ліллем. 

## Уродженці
- Жан Сесембер (*1911 — †1990) — французький футболіст, нападник.

- Анрі Лесюр (*1892 — †1971) — французький футболіст, нападник.

- Флорімон Бонт (1890—1977) — французький політичний діяч
- Бріжит Фоссі (*1946) — французька акторка театру і кіно
- Йоан Кабай (*1986) — французький футболіст, півзахисник.